# Echinophoreae
Echinophoreae je tribus štitarki. Sastoji se od 11 rodova raširenih uglavnom po Aziji, a najrašireniji među njima je Echinophora. Vrsta Nirarathamnos asarifolius, jedina je u svome rodu i endem je otoka Sokotra
Tribus je opisan 1867.

## Rodovi
1. Trachyspermum Link (13 spp.)
2. Nirarathamnos Balf. fil. (1 sp.)
3. Mediasia Pimenov (1 sp.)
4. Physotrichia Hiern (6 spp.)
5. Pseudoselinum C. Norman (1 sp.)
6. Rughidia M. F. Watson & E. L. Barclay (2 spp.)
7. Dicyclophora Boiss. (1 sp.)
8. Pycnocycla Lindl. (15 spp.)
9. Ergocarpon C. C. Towns. (1 sp.)
10. Echinophora L. (9 spp.)
11. Anisosciadium DC. (3 spp.)